# Спрингфілд (Нью-Гемпшир)
Спрингфілд (англ. Springfield) — місто (англ. town) в США, в окрузі Салліван штату Нью-Гемпшир. Населення — 1259 осіб (2020).

## Демографія

### Перепис 2010
Згідно з переписом 2010 року, у місті мешкало 1311 осіб у 512 домогосподарствах у складі 380 родин. Було 702 помешкання
Расовий склад населення:
| - 98,1 % — білих - 0,4 % — корінних американців - 0,2 % — чорних або афроамериканців - 0,2 % — азіатів |

До двох чи більше рас належало 1,2 %. Частка іспаномовних становила 1,7 % від усіх жителів.
За віковим діапазоном населення розподілялося таким чином: 24,0 % — особи молодші 18 років, 61,6 % — особи у віці 18—64 років, 14,4 % — особи у віці 65 років та старші. Медіана віку мешканця становила 42,3 року. На 100 осіб жіночої статі у місті припадало 100,8 чоловіків; на 100 жінок у віці від 18 років та старших — 98,2 чоловіків також старших 18 років.
Середній дохід на одне домашнє господарство становив 82 705 доларів США (медіана — 77 375), а середній дохід на одну сім'ю — 91 226 доларів (медіана — 86 667). Медіана доходів становила 42 500 доларів для чоловіків та 46 875 доларів для жінок. За межею бідності перебувало 5,9 % осіб, у тому числі 7,1 % дітей у віці до 18 років та 1,3 % осіб у віці 65 років та старших.
Цивільне працевлаштоване населення становило 567 осіб. Основні галузі зайнятості: освіта, охорона здоров'я та соціальна допомога — 23,8 %, виробництво — 16,2 %, роздрібна торгівля — 11,3 %, науковці, спеціалісти, менеджери — 10,1 %.

### Перепис 2000
За даними перепису 2000 року населення становило 945 осіб, в місті проживало 286 сімей, розташовувалося 386 домашніх господарств і 534 будови з щільністю забудови 8,4 будови на км². Густота населення 8,4 осіб на км². Расовий склад населення: білі — 98,84 %, корінні американці (індіанці) — 0,32 %, азіати — 0,21 %, інші раси — 0,21 %, представники змішаних рас — 0,42 %. Іспаномовні становили 0,74 % від населення.